# François Guy
François Guy, né en 1757 et mort le 11 juin 1831 à Chambéry, est un avocat au Sénat de Savoie et juge de paix à Chambéry.

## Biographie

### Origines
François Guy est né à Chambéry en 1757. Son père est Ambroise Guy et sa mère Jacqueline Bertholus. Il a une sœur, de laquelle il est proche, prénommée Thérèse.
Dans sa famille maternelle, il a plusieurs cousins dont Ferdinand Bertholus, lieutenant de cavalerie dans l’armée française et chevalier de la Légion d'honneur.

### Études et formation
Il n’y a pas d’informations disponibles sur sa formation, mais il a sûrement fait des études de droit, ce qui l'a mené à être reçu au barreau, certifié avocat, de Chambéry, en 1782, alors qu’il a 25 ans.

### Carrière
Il est nommé juge au tribunal du district de Saint-Jean-de-Maurienne le 14 novembre 1794 et est remplacé le 4 avril 1795.
Avocat au Sénat de Savoie, il est domicilié à Chambéry "rue couverte" entre 1824 et 1828, puis rue des boulevards entre 1829 et 1831.
Finalement, il est nommé juge de paix de Chambéry Sud en 1804.

### Lien avec la vie culturelle de la ville de Chambéry

#### Fondation Guy et concours de poésie
Grand passionné de poésie, l'avocat Maître Guy fonde, à l’Académie de Savoie, un concours de poésie. D’abord voulu annuel et seulement dédié à la poésie, il est ensuite décidé de l’adjoindre à un concours de dessin ou de peinture, les alternant chaque année. C’est ainsi un moyen d’encourager et de récompenser les élèves de l’école de dessin de Chambéry jusqu'à la prise en charge de cette partie par le notable M. Pillet-Will. Le concours a un prix d’une valeur de 400 francs, et peut être accompagné de médailles valant 200 francs chacune. Il a aussi été décidé de réserver le concours à des auteurs et artistes de Savoie. En 1860, le sujet du concours de poésie était de composer "un conte ou une nouvelle qui se déroule en Savoie." C’est l’abbé Brachet, vicaire de Novalaise, qui le remporte avec un conte sur l'origine du lac d’Aiguebelette. À la deuxième place, remportant ainsi une médaille, se trouve Claudins-Virgile Carret, avec le Saut de la Pucelle. Malheureusement, il ne reçoit sa récompense qu'à titre posthume.
Aussi amateur d’art, et surtout de portraits, il fait plusieurs dons à la ville de Chambéry qui ont contribué à l'enrichissement des collections des musées. Ces tableaux se trouvent aujourd'hui à Chambéry, au Musée des Beaux-Arts et au Musée savoisien.

### Mort et legs
François Guy meurt le 11 juin 1831.
Il lègue le contenu de son musée et de sa bibliothèque à la ville de Chambéry. Cela représente 1108 volumes portant sur des sujets divers, surtout sur l’histoire et la poésie. 140 sont porteurs d’un ex-libris et se trouvent dans les fonds de la médiathèque municipale Jean-Jacques Rousseau de Chambéry.

#### Source
François Guy (c. 1831), Testament, Fonds sarde (série U, no 160), Archives départementales de Savoie, Chambéry, France.

#### Thèse ou mémoire
Estelle Teyssier, La bibliothèque municipale de Chambéry et ses lecteurs : pratiques et usages 1870-1945, mémoire de mastère 1 en histoire contemporaine, sous la direction de S. Milbach, Chambéry, Université de Savoie, 2011, 277 p.

#### Ouvrages
- Académie des sciences, belles-lettres et arts de Savoie, Mémoires, tome X, 1903, p. 74, 137 (libre d'accès sur gallica).
- Académie royale de Savoie, Mémoires, tome VIII, 1866, p. XXXIII (libre d'accès sur Gallica).
- Académie impériale de Savoie, Mémoires, tome V, 1862, p. XXXVIII, XLI, LXXIV (libre d'accès sur gallica).
- Bellemin, Almanach du duché de Savoie, 1827, Chambéry, p. 50 (libre d'accès sur gallica).
- Bellemin, Almanach du duché de Savoie, 1829, Chambéry, p. 50 (libre d'accès sur gallica).
- Bellemin, Almanach du duché de Savoie, 1831, Chambéry, p. 50 (libre d'accès sur gallica).
- Bellemin, Almanach du duché de Savoie, 1833, Chambéry, p. 139 (libre d'accès sur gallica).
- Gabriel Pérouse , Circonscriptions, organisation et personnel administratif de la Savoie de 1792 à 1815 : le département du Mont-Blanc, Chambéry, 1925 (libre d'accès sur gallica).

### Presse
- “Intérieur : Chambéry, 15 août”, Le Courrier des Alpes, 15 août 1844, Chambéry (libre d'accès sur Lectura Plus).
- “Habitants de Chambéry !”, Journal de Savoie, 30 avril 1831.
- “Prix de poésie et prix de peinture ou de dessin fondés par M. François Guy”, Journal de Savoie, feuille politique, religieuse, littéraire, et contenant ce qui intéresse l’agriculture et les arts, 1er septembre 1832.